# Spirit (álbum de Leona Lewis)
Spirit é o álbum de estúdio de estreia da cantora britânica Leona Lewis. Após vencer a terceira temporada da versão britânica do programa de televisão The X Factor em Dezembro de 2006 e aproveitando o sucesso comercial de "A Moment Like This" (2006) na Europa, a jovem artista assinou um contracto discográfico com a editora Sony BMG Music Entertainment, na qual Simon Cowell, seu mentor no The X Factor, era um executivo A&R. Pouco tempo depois, começou a gravar o primeiro material para o disco na Suécia, Reino Unido e Estados Unidos, trabalhando com uma grande variedade de compositores e produtores musicais bem conhecidos, tais como Dallas Austin, Dr. Luke e Ryan Tedder. Todavia, a produção do álbum foi temporariamente posta em espera devido a um surto de amigdalite por parte da cantora. Inicialmente programado para Setembro de 2007, o seu lançamento no Reino Unido e Irlanda apenas ocorreu em Novembro de 2007 através da editora discográfica Syco Music, seguido por uma distribuição mundial em meados de 2008.
A sonoridade de Spirit é predominantemente pop, com algumas faixas levemente influenciadas pelo R&B. Descrito por Lewis como um conjunto de "músicas clássicas com um toque contemporâneo", o álbum apresenta um contraste à medida em que incorpora um estilo musical norte-americano com alguns sons electrónicos da década de 1980; no entanto, as suas faixas não são conduzidas por batidas mas sim por instrumentos musicais. O conteúdo lírico aborda principalmente o amor e seus diferentes pontos de vista, tais como a vingança, arrependimento, solidão, traição e esperança. Em geral, a obra foi bem recebida pela crítica especialista em música contemporânea, que elogiou a artista por conseguir elaborar um álbum contemporâneo com uma grande variedade de produtores e ainda pela demonstração do seu talento vocal, que foi comparado ao da cantora norte-americana Mariah Carey; contudo, o disco foi criticado pela falta de personalidade nas suas canções e sonoridade antiquada. Na cerimónia dos prémios BRIT, recebeu uma nomeação na categoria Melhor Álbum Britânico, e foi ainda nomeado na categoria Melhor Álbum Vocal Pop nos prémios Grammy.
A nível comercial, Spirit estreou no primeiro posto das tabelas musicais de nove países, inclusive os EUA e Reino Unido, onde estabeleceu o recorde do álbum de estreia mais rapidamente vendido de sempre e foi também o álbum de estreia de uma artista feminina a superar a marca de um milhão de unidades comercializadas em menos tempo. Ademais, alcançou as cinco melhores posições em mais oito tabelas musicais. O lançamento de Spirit marcou Lewis como a primeira vencedora de um programa de televisão de talentos tanto em ambos Reino Unido e Estados Unidos a receber um grande lançamento internacional apenas com um álbum de estreia. Segundo dados publicados pela Federação Internacional da Indústria Fonográfica (FIIF) em 2009, o álbum comercializou mais de sete milhões de cópias mundialmente e foi o sexto mais vendido de 2008.
De modo a promover o lançamento de Spirit, Lewis fez apresentações em programas de televisão como o The X Factor, The Tonight Show with Jay Leno e The Ellen DeGeneres Show, nos quais cantou faixas do álbum. Ademais, foram lançados sete singles, dos quais dois foram apenas inclusos na edição deluxe. "Bleeding Love", o primeiro single internacional, alcançou um sucesso mundial instantâneo, tornando-se num dos mais vendidos por uma artista feminina de todos os tempos, tendo alcançado o primeiro posto de tabelas musicais de países como o Reino Unido, Austrália e EUA, onde recebeu o certificado de disco de platina por quatro vezes. Ademais, recebeu duas nomeações na 51.ª cerimónia dos prémios Grammy. O single seguinte, "Better in Time", alcançou também um sucesso moderado, posicionando-se dentro das dez melhores posições em mais de dez territórios. "Run", uma versão cover da original lançada pela banda Snow Patrol, foi lançado como um single digital no Reino Unido, onde alcançou o número um, tornando-se no terceiro da artista. Em Novembro de 2009 foi anunciado que Lewis iria iniciar a digressão The Labyrinth, que serviria para promover tanto Spirit como Echo (2009), o seu segundo trabalho de estúdio.

## Antecedentes e desenvolvimento

### Participação noThe X Factor

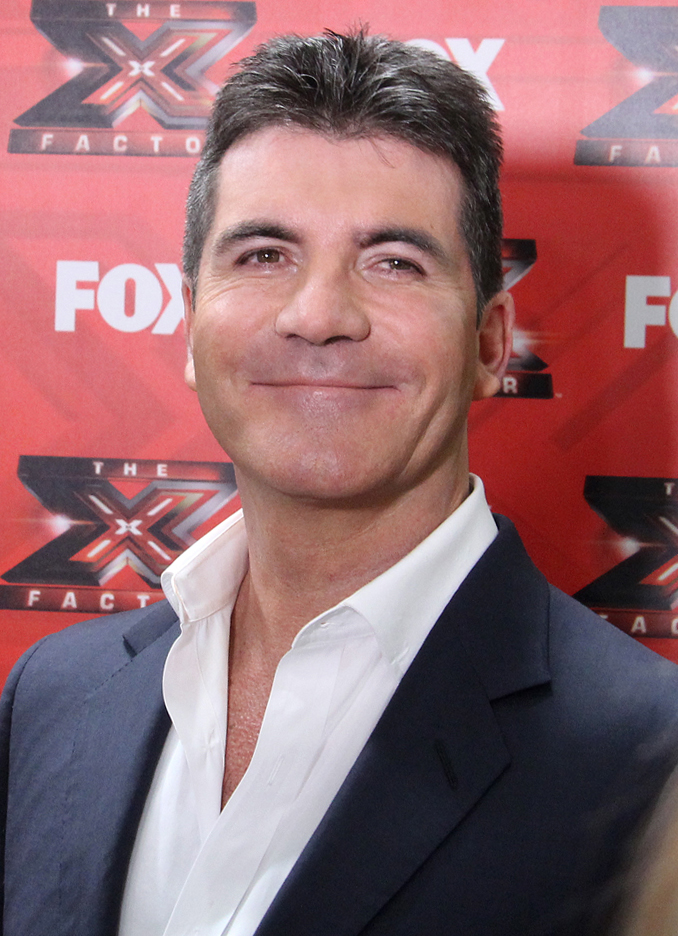
Simon Cowell foi o mentor de Lewis no The X Factor e ainda um dos produtores executivos de Spirit.

Em Junho de 2006, Lewis fez uma audição para a terceira temporada do programa de televisão britânico The X Factor. Na audição, cantou "Over the Rainbow" para Simon Cowell, Louis Walsh, Sharon Osbourne e Paula Abdul, que eram o membros do jurado naquele dia. Ela acabou sendo aprovada para a fase seguinte e foi colocada na categoria das raparigas, com Cowell como o seu mentor. Ao longo do seu período no programa, foi comparada a várias cantoras, incluindo Mariah Carey, Whitney Houston e Céline Dion, tendo inclusive cantado obras da cada uma das artistas ao vivo. Em Dezembro do mesmo ano, a jovem cantora foi anunciada como a vencedora do programa na última transmissão ao vivo do mesmo, com 60 por cento dos votos do público (mais de oito milhões de votos), ultrapassando o seu único oponente Ray Quinn. O single escolhido por si a ser lançado como o de estreia após vencer o programa foi uma versão cover de "A Moment Like This", originalmente gravada por Kelly Clarkson após vencer a primeira temporada do American Idol.
Lançado a 17 de Dezembro de 2006, "A Moment Like This" quebrou um recorde mundial após ser baixado digitalmente por mais de 50 mil vezes em menos de 30 minutos de disponibilização. O single alcançou o número um no Reino Unido na semana de natal, registando aproximadamente 571 mil unidades vendidas nos seus primeiros sete dias de comercialização, representando assim mais do que a soma de todas as outras canções que estavam dentro das 40 melhores posições. No total, permaneceu no topo da tabela musical de singles do Reino Unido por quatro semanas consecutivas e ocupou o primeiro posto na Irlanda por seis semanas. Apesar de ter sido lançado a apenas duas semanas do fim-do-ano, "A Moment Like This" foi o segundo single mais vendido de 2006 no Reino Unido, recebendo o certificado de disco de platina pela associação British Phonographic Industry (BPI) por ter ultrapassado a marca das 600 mil cópias vendidas. Até Dezembro de 2017, mais de 945 mil exemplares do single já haviam sido vendidos apenas em território nacional.

### Concepção e lançamento
"Estou simplesmente chocada. É inacreditável. Sinto como se o meu sonho tivesse se tornado realidade, o sonho com o qual venho sonhando desde que era menininha finalmente tornou-se realidade. Houve momentos em que pensei: 'Sabe que mais? Não sei se isto vai acontecer'. Mas com a ajuda dos meus amigos e da minha família, eles todos continuavam a dizer-me para acreditar e continuar a seguir em frente. E eu segui o conselho, e aqui estou eu e agradeço bastante a eles."

— Lewis em entrevista à BBC após vencer a terceira temporada do The X Factor.
O prémio de Lewis ao vencer a terceira temporada do programa de televisão britânico The X Factor em 2006 foi um contrato discográfico no valor de um milhão de libras estrelinas com a editora Sony BMG, na qual Cowell era um executivo A&R. Na transmissão do episódio final ao vivo, a jovem cantora fez um dueto da canção "A Million Love Songs" (1992) com Gary Barlow, vocalista da banda britânica Take That, que naquela noite comentou com Cowell: "Essa menina é provavelmente cinquenta vezes melhor do que qualquer outro concorrente que você já teve, então você tem uma grande responsabilidade de produzir uma obra maravilhosa com ela." Cowell afirmou que as palavras de Barlow tiveram um impacto forte em si, portanto, a decisão tomada foi de não apressar o álbum de estreia da cantora, visto que ele agora pretendia obter "um disco incrível" repleto de material original, o que acreditava que não poderia ser feito em um período inferior a um ano. Do mesmo jeito, Lewis também queria um álbum de alta qualidade do qual poder-se-ia orgulhar. O seu ex-mentor revelou-a que não se importava caso o álbum levasse três anos a ser produzido, desde que fosse feito da maneira certa.
A 25 de Abril de 2007, foi publicado um comunicado de imprensa que revelava que Cowell e Clive Davis, presidente e CEO da editora discográfica J Records, iriam trabalhar na gravação das canções e selecção de produtores para o álbum. Lewis realizou um mini-concerto para vários executivos e personalidades musicais norte-americanas no Hotel Beverly Hilton em Beverly Hills, Califórnia organizado por Davis, no qual estavam StarGate, Ne-Yo, Diane Warren e Desmond Child. A produção do álbum acabou sendo prejudicada por um surto de amigdalite por parte da intérprete, surto este que coincidiu com a falta de produtores disponíveis para trabalharem no disco. A artista revelou que intitulou o álbum de "Spirit" pois "o meu coração e a minha alma dizem-me que tudo é possível". Foi dito ter-se um prazo de finalização da produção para Setembro de 2007, mas o disco só seria finalmente lançado dois meses depois. O lançamento do álbum marcou Lewis como a primeira vencedora de um programa de televisão de talentos de sempre a receber um grande lançamento mundial apenas com o seu álbum de estreia. Aquando do desempenho comercial inicial favorável de Spirit no Reino Unido, Davis anunciou que o lançamento na América do Norte iria acontecer a 8 de Março de 2008; todavia, tal apenas aconteceu um mês depois.

## Musicalidade e produção
Lewis revelou querer estar envolvida no processo de composição das canções do álbum, e disse que Cowell deu-lhe permissão para tal, pois ele queria este fosse "o álbum dela". "Não me deram uma fórmula para seguir, levei um tempo para colocar os meus pés na terra e co-escrever um monte de material. Aprendi muito, e Simon e Clive realmente me ouviram", declarou a cantora enquanto falava sobre o seu envolvimento na produção do álbum. Lewis descreveu o estilo do álbum como "músicas clássicas com um toque contemporâneo", com influências de R&B e toques de "música pop fresca", baladas e "temas sentimentais de andamento acelerado".
A sonoridade de Spirit faz um contraste, visto que contém um estilo norte-americano com alguns sons electrónicos da década de 1980. Não obstante, as obras não são conduzidas por batidas e nem sequer seguem as tendências daquele momento, mas sim são canções que podem ser executadas acusticamente. Comentando à respeito das letras dos temas do disco, Lewis disse: "[Elas] reflectem as coisas pelas quais sou verdadeiramente apaixonada por. Tenho que ser capaz de me colocar nas canções para que elas soem verdadeiras para mim. Se elas não soarem verdadeiras para mim, não serão verossímeis para ninguém.

### Composição e gravação

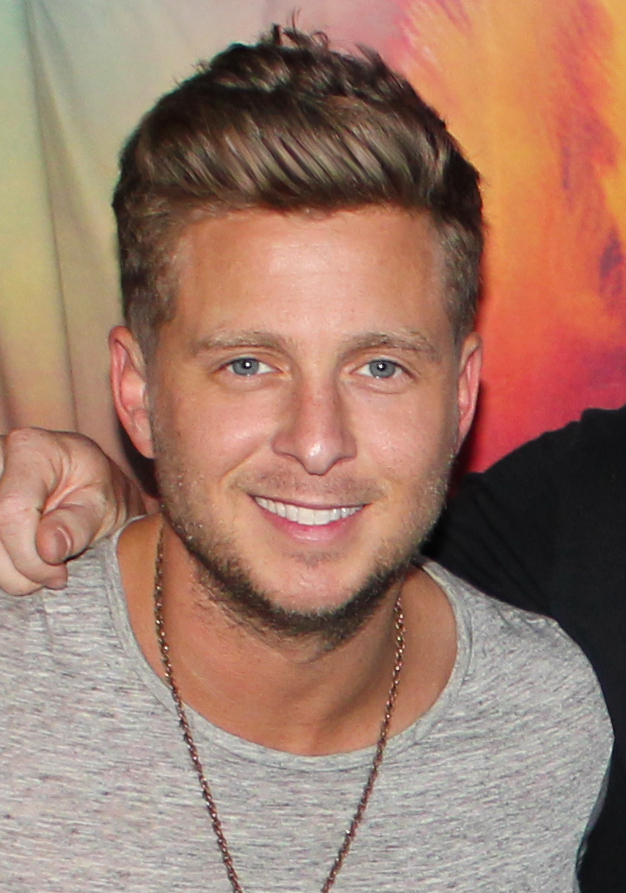
Ryan Tedder foi responsável pela composição e produção de "Bleeding Love" e "Take A Bow".

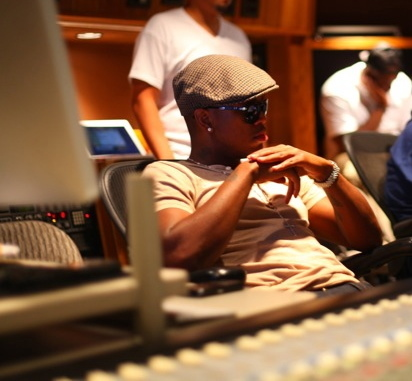
O tema "I'm You" foi gravado com a presença do cantor Ne-Yo no estúdio. Ele foi o responsável pela composição da faixa.

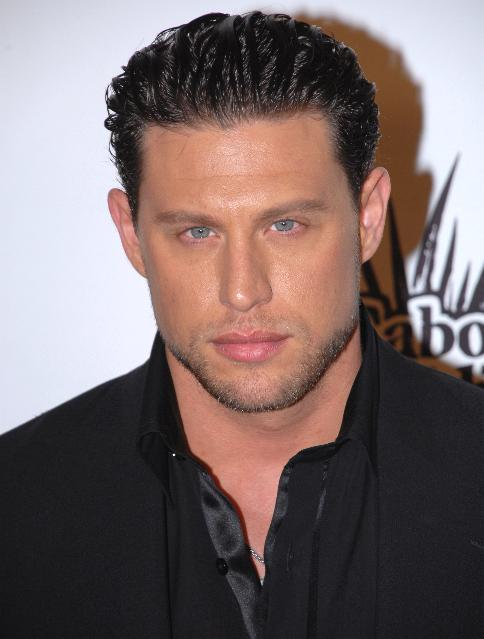
Jonathan Reuven Rotem, que já havia composto "Better in Time", compôs também "Forgive Me" em 2008, uma canção inclusa apenas na versão norte-americana de Spirit.

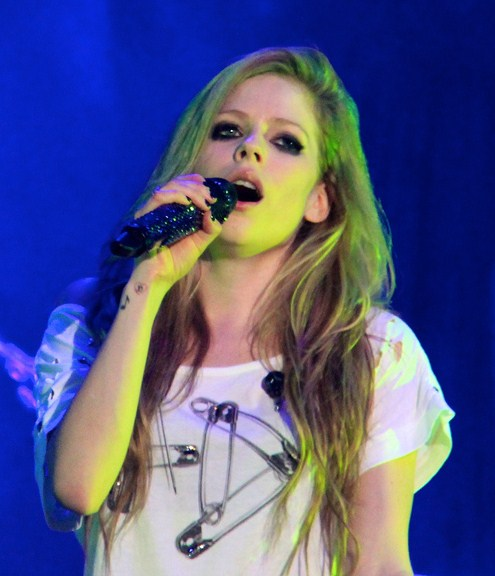
"I Will Be", originalmente co-composta e gravada por Avril Lavigne em 2007, recebeu uma nova versão por Lewis inclusa em Spirit.

Spirit foi gravado em vários locais da Europa e Estados Unidos. A sua produção iniciou nos Rokstone Studios em Londres, Inglaterra, onde Lewis trabalhou com Steve Mac, que produziu as canções "Homeless" e "Footprints in the Sand". A primeira, gravada nos Air Lyndhurst Studios e composta por Jörgen Elofsson, havia sido anteriormente gravada pelo cantor sueco Darin; a versão de Lewis foi descrita como uma "balada assombrada de blues profundamente acompanhada por um piano vibrador temperamental". Descrita como uma "balada com poder massivo", "Footprints in the Sand" foi composta por Per Magnusson, David Kreuger, Richard Page e Cowell, que originalmente surgiu com a ideia de basear uma canção no poema cristão Footprints, tendo perguntado a Kreuger e Magnusson se eles poderiam escrever algo que incluísse essa sugestão. Eles aceitaram a proposta e marcaram uma sessão na casa de Page em Malibu, Califórnia, tendo conseguido terminar os arranjos da obra em um único dia. Cowell, então, recebeu o crédito de compositor por ter surgido com a ideia. Quando introduziu o conceito da canção para Lewis, ela concordou e achou que poderia ser um projecto "bastante interessante". "Originalmente era um poema; é bastante inspirativo, então pusemo-lo em uma canção. Eu acho que ele [o poema] é muito comovente, com uma letra bastante emocional, e eu realmente adoro cantar esta canção", disse a artista. "Footprints in the Sand" incorpora elementos de música pop e R&B, além de conter produção gospel interpretada por um coro e conter "bateria estrondosa". A sua instrumentação consiste em teclado, guitarra, baixo e inclui uma performance coral do The Tuff Session Singers. O seu conteúdo lírico é sobre "apoiar alguém e estar presente para as pessoas que precisam da sua ajuda."
"Eu co-escrevi ela com Jesse McCartney; ele se sentia inspirado por Prince. Jesse tinha um êxito massivo [nas suas mãos] — 'Beautiful Soul' — e eu trabalhei com ele nele e senti que eu não estava em mim. Voltei para o meu quarto, disse: 'Estarei uma hora atrasado para a sessão. Que tal se fizéssemos apenas algo simples?' Sentei no meu apartamento em West Los Angeles e disse: 'O que faria Prince?' Então cantei por cima de uma melodia de órgão e tive a estrofe completa e o refrão da canção. Concluímos a canção, estrofes e refrão naquele dia. A sua editora ouviu-a, e logo de seguida respondeu: 'Não é um êxito'. Então experimentamos três tonalidades diferentes para que ficasse boa para Leona Lewis. Ela arrasou, e o resto é história."
— Ryan Tedder a fazer argumentos sobre a composição de "Bleeding Love" em entrevista à Billboard.
A maioria das canções de Spirit foram gravadas na cidade de Los Angeles, Califórnia, onde Lewis juntou-se a Ryan Tedder, com quem gravou duas canções. "Bleeding Love", a primeira, foi composta unicamente por Tedder para que o cantor Jesse McCartney a gravasse e incluísse no seu terceiro álbum de estúdio, Departure (2007). Contudo, a editora discográfica de McCartney rejeitou o tema. Tedder tinha a certeza que "Bleeding Love" seria um êxito massivo, e achou que os executivos da editora do cantor estavam "fora de si". McCartney quis guardar a música para si mesmo pois havia desenvolvido um afecto para com a mesma, mas Tedder achou que a canção não iria resultar com ele. Tedder havia previamente feito a decisão de jamais trabalhar com concorrentes do programa de televisão American Idol, todavia, ainda não tinha ouvido falar sobre o The X Factor. Após ouvir Lewis a cantar, achou a sua voz "surreal", dizendo que "olhando da perspectiva de um compositor, esta rapariga — com ou sem um programa de TV — tem uma das melhores vozes que já ouvi." Ao tomar conhecimento que Cowell estava à procura de canções para o álbum de estreia de Lewis, o compositor fez novos arranjos em "Bleeding Love", alterou a tonalidade e modificou-a para que se adequasse à voz da cantora. Produzida também por Tedder com alguns versos adicionais escritos por McCartney, "Bleeding Love" foi a primeira canção a ser confirmada no alinhamento de faixas de Spirit, tendo sido lançada como o primeiro single internacional. A sua instrumentação contém um órgão de igreja audível em toda a sua duração e integra instrumentos de percussão com sonoridade semelhante a "blocos de madeira se batendo". McCartney compôs o tema tendo a sua namorada de longa data em mente: "Eu fiquei a pensar sobre estar tão apaixonado que até doía. Estava distante da minha namorada por quatro meses naquele momento e queria muito [desistir] e voltar para casa. Eu estava tão apaixonado que era doloroso. Era como se eu estivesse a sangrar, cortou-me e jorrei sangue." A canção faz referência a alguém que está extremamente cegado pelo amor. Indiferente aos numerosos avisos dos seus amigos e ao facto de estar emocionalmente magoado pelo seu amante, o protagonista continua a amar e aceita a dor.
A segunda canção gravada em Los Angeles, "Take a Bow", foi concebida no The Record Plant Studios em Hollywood. Composta e produzida por Tedder em colaboração com Louis Biancaniello, Wayne Wilkins e Sam Watters, se inicia com um "riff de sintetizadores "tão frios quanto gelo" e tem "batidas ruidosas enormes e um refrão cheio de energia". "Yesterday", um "tema de ritmo lento de R&B", foi também composto por Watters e Biancaniello com o auxílio de Jordan Omley, Mani Michael e Nina Woodford."Better in Time" foi gravada nos Chalice Recording Studios sob assistência do produtor sul-africano J. R. Rotem, que também escreveu o conteúdo lírico junto com Andrea Martin. Musicalmente, é uma canção pop e R&B definida no compasso de tempo comum. As suas letras abordam alguém que não consegue esquecer o seu ex, mas tem noção de que tudo vai ficar bem "com o passar do tempo". Lewis também co-escreveu "Here I Am" com Walter Afanasieff e Brett James. "The Best You Never Had", composta e produzida por Billy Steinberg e Josh Alexander, foi também gravada em Los Angeles.
Na cidade de Atlanta, Geórgia, Lewis trabalhou com os produtores Alonzo "Novel" Stevenson e Dallas Austin na canção "Whatever It Takes", co-escrita pela própria juntamente com Novel e Tony Reyes. O tema foi descrito como um "pedaço de pop e soul conduzido por uma batida surpreendente capaz de lhe fazer abanar o esqueleto". "I'm You" foi gravada com a presença do cantor Ne-Yo no estúdio; ele fora o responsável pela composição da faixa, descrita como contendo "harpas delicadas, ecos de vozes e batidas deslizantes".
"Desde o mini-concerto que fizemos para Leona em Los Angeles em Fevereiro, até à selecção do material e depois [passamos] por todo o processo de gravação, esta foi verdadeiramente uma experiência maravilhosa. É uma euforia absoluta ver o single ['Bleeding Love'] e álbum de Leona explodirem para o número um [no Reino Unido]. Estamos diligentemente a preparar a sua grandiosa estreia na América do Norte, assumindo nada por garantido, mas sabendo que o talento prodigioso de Leona irá vencer."
— Clive Davis ao anunciar o lançamento de Spirit na América do Norte aquando do desempenho comercial favorável do álbum no Reino Unido.
Produzida por Wilkins, Watters e Biancaniello, "The First Time Ever I Saw Your Face", um cover da versão original composta por Ewan MacColl em 1957, foi gravada em ambas cidades de Atlanta e Los Angeles. Originalmente gravada por Avril Lavigne e inclusa como uma faixa bónus do seu terceiro trabalho de estúdio em 2007, "I Will Be" recebeu uma nova versão na voz de Lewis gravada em vários estúdios: Westlake Recording Studios em Los Angeles; Henson Recording Studios, Opra Music e Ocean Way Recording em Hollywood; no estúdio de gravação pessoal do produtor Dr. Luke na Cidade de Nova Iorque; Atlantic Studios em Estocolmo, Suécia; e no estúdios Sarm West em Londres, sob a coordenação dos produtores Gary "The Shredder" Silver e Emily Wright. Em Miami, Flórida, a artista trabalhou com Salaam Remi, sendo "Forgiveness" o fruto desta colaboração. Composta por Lewis, Remi e a cantora Kara DioGuardi, acabou por ser escolhida mais tarde para ser o lado B de "Bleeding Love" ao invés de uma faixa da versão padrão de Spirit. "Angel", uma produção do duo norueguês Stargate gravada na Cidade de Nova Iorque foi composta por Mikkel Storleer Eriksen, Tor Erik Hermansen, Espen Lind, Amund Bjørklund e Johntá Austin.
O lançamento de Spirit na América do Norte incluiu duas canções novas gravadas em 2008, de modo a apelar ao público norte-americano: "Forgive Me", composta e produzida por Akon; e "Misses Glass", composta por Mad Scientist e RockCity. Ambos temas foram gravados no Doppler Studios em Atlanta e no Henson Recording Studios em Los Angeles. Composta na tonalidade de Lá menor, "Forgive Me" aborda uma protagonista que deixa o seu namorado e, eventualmente, encontra um novo alguém que retribua o seu amor. Apesar de ter encontrado o amor de um outro alguém, ela se defende e pede perdão ao seu ex-namorado. Aquando do sucesso comercial de "Bleeding Love" e do álbum nas tabelas musicais britânicas, Clive Davis afirmou ser um "êxtase absoluto ver o single explodir no número um e agora o álbum entrar no número com as melhores vendas de sempre é além de fantástico. Estamos agora a preparar a sua estreia norte-americana, assumindo nada como garantido além de saber que o talento pródigo de Leona irá vencer." Em entrevista ao portal britânico Digital Spy, Lewis explicou o motivo de ter decidido fazer uma transição do R&B para um género mais contemporâneo como o dance-pop: "Eu quis fazer algo um pouco diferente, e a chance de trabalhar com Akon surgiu. Estou muito feliz com a maneira na qual isto se tornou e é óptimo o facto de ser diferente, ao contrário do que sempre faço."

## Recepção crítica
| Críticas profissionais | Críticas profissionais |
| Pontuações agregadas   | Pontuações agregadas   |
| Fonte                  | Avaliação              |
| ---------------------- | ---------------------- |
| Metacritic             | 65/100                 |
| Avaliações da crítica  |                        |
| Fonte                  | Avaliação              |
| AllMusic               | (7/10)                 |
| BBC Music              | (mista)                |
| Robert Christgau       | (B)                    |
| Entertainment Weekly   | (C+)                   |
| The Guardian           | [ 58 ]                 |
| IGN                    | (8,2/10)               |
| The New York Times     | (mista)                |
| Slant Magazine         | [ 61 ]                 |
| The Times              | (mista)                |
| Yahoo! Music UK        | [ 63 ]                 |

Em geral, a reacção inicial para Spirit pela crítica especialista em música contemporânea foi favorável. No Metacritic, um sítio musical que atribui uma classificação normalizada de cem a opiniões críticas, deu ao álbum uma pontuação média de 65, com base em 13 comentários, o que indica "geralmente opiniões favoráveis".

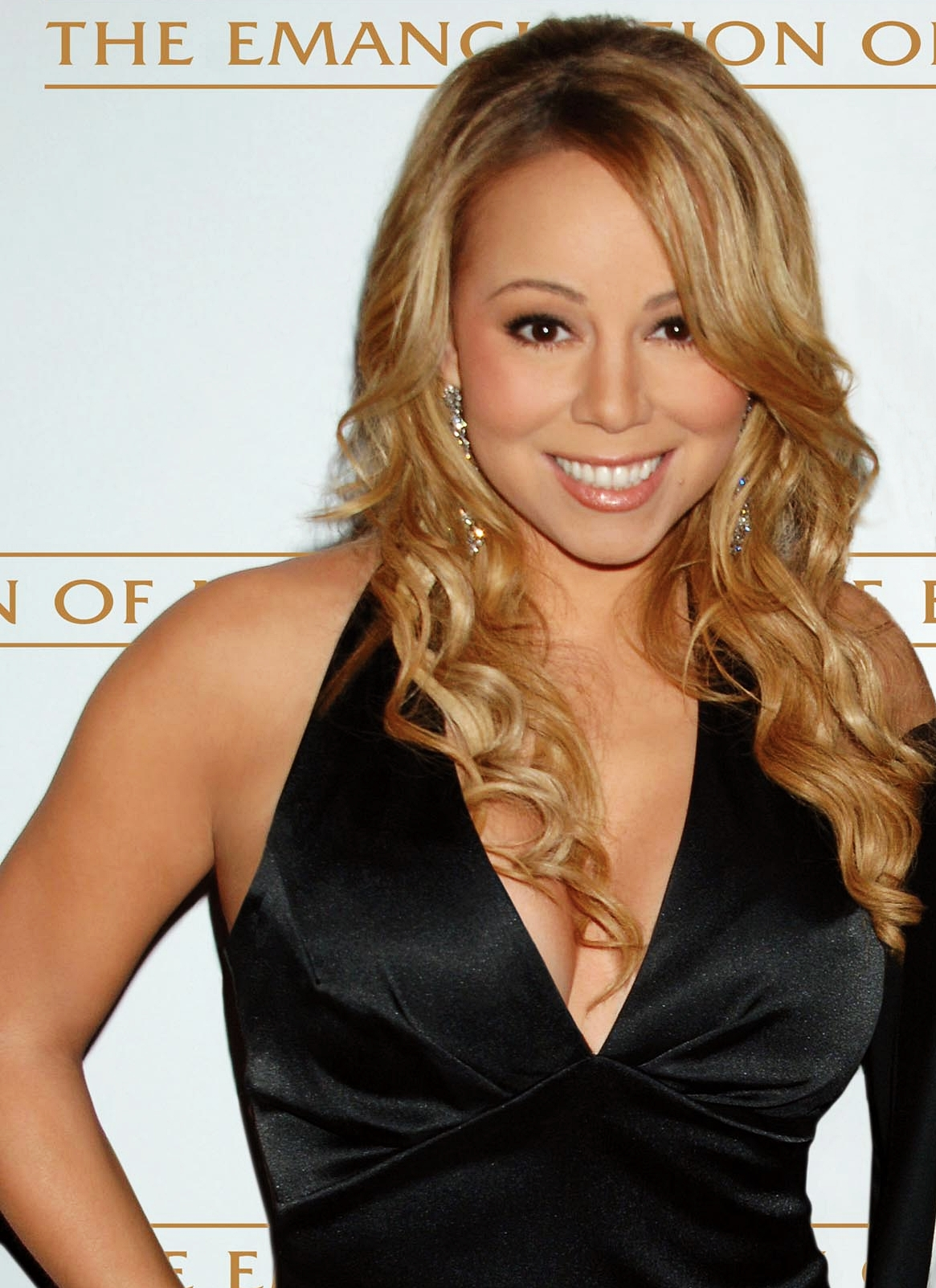
O desempenho vocal de Lewis em Spirit foi comparado ao dos trabalhos iniciais de Mariah Carey.

Chad Grischow, para o portal IGN, descreveu Spirit como "a vitrina perfeita para as habilidades musicais fantásticas [de Lewis]", elogiando a sua habilidade para cantar faixas com batidas elevadas bem como baladas de piano meigas". As revistas The Guardian e The Times foram menos gentis, tendo cada uma atribuído ao álbum 2 estrelas de um máximo de 5 como avaliação. Para o The Guardian, a resenhista Caroline Sullivan mostrou sinais de decepção, afirmando que "[Lewis] claramente investiu toda a sua reserva de energias nestas canções [...] mas a sua capacidade de dominá-las é apenas metade da história, e se existe mesmo uma personalidade aqui, ficou definitivamente bem escondida", enquanto Victoria Segal, para o The Times, fez elogios à voz da cantora, todavia, criticou bastante a musicalidade do disco, dizendo que "[a cantora] tem uma voz poderosa, mas em Spirit, parece ter paralisado os seus colaboradores de forma criativa. Em vez de aproveitar a oportunidade para explorar e se lançar de formas novas e excitantes, [o álbum] acabou sendo uma exposição disposta em uma vitrina que lenta e tediosamente gira em torno de uma almofada de veludo de baladas estofadas de palavras." Ela concluiu escrevendo: "Se Lewis ainda está à procura do maior amor de sempre — a adoração pública total — ela terá que fazer muito melhor que isso". A análise de Sarah-Louise James, para o jornal Daily Star, foi mais positiva, na qual escreveu que "os fãs dos doces vocais altos de Lewis e baladas energéticas não vão ficar desapontados".
Chris Elwell-Sutton, do Evening Standard, achou que Spirit iria ser "um álbum muito bem sucedido com um certo e muito necessário espírito indomável". A resenha publicada pelo blogue Popjustice foi breve, resumindo que "[o disco] tem quatro faixas absolutamente deslumbrantes, três faixas que são muito melhores que 'medíocre', e algumas outras que são muito boas. Não há crónicas musicais em Spirit, além de 'A Moment Like This'." Nick Levine, para o blogue Digital Spy, atribuiu quatro estrelas a partir de uma escala de cinco, alegando que "embora Lewis tenha tido uma vastidão de diversos produtores a trabalharem consigo, eles conseguiram impedir que ela soasse muito antiquada." Stephen Thomas Erlewine, para o portal Allmusic, escreveu que "Lewis consegue atingir estas notas altas e fazê-lo parecer fácil, nunca forçando a sua voz e construindo-a bem até ao clímax. Diferente da maioria das divas, há uma qualidade humana na sua voz, como ela está a cantar para a música e não para a sua voz." Ele comparou Spirit ao trabalho de estúdio de estreia da cantora norte-americana Mariah Carey (1990); no entanto, criticou o som "velho e antiquado" do disco. Lyndsey Winship, do BBC Music, elogiou a capacidade vocal de Lewis, mas notou também a falta de "ganchos, inovação e personalidade" em Spirit. Sarah Rodman, para o jornal The Boston Globe, elogiou a habilidade de Lewis de fazer canções brilhantes soarem impressionantes. "As faixas são impecavelmente bem cuidadas, super-melódicas, e apresentam letras sobre angústia e vários êxtases de amor que são brilhantes, mas chegam a níveis de desespero de ameaça nuclear graças à voz de Lewis", escreveu Rodman.
Sal Cinquemani, para a Slant Magazine, elogiou bastante a voz de Lewis, no entanto, criticou a mistura de estilos dentro do álbum. Nate Chinen, para o jornal The New York Times, sentiu que o álbum não fez justiça aos padrões de "Bleeding Love", mas foi bem-sucedido em mostrar as capacidades vocais da artista.

### Reconhecimento
Em 2008, Spirit recebeu nomeações em cinco cerimónias de entrega de prémios, tendo vencido em duas delas na mesma categoria: "Melhor Álbum" nos MOBO Awards, na qual Lewis foi nomeada na categoria "Melhor Artista Feminina do Reino Unido", e nos Urban Music Awards. Nos MTV Europe Music Awards, terminou em segundo lugar na categoria "Álbum do Ano", e nos BRIT Awards, no qual Lewis foi nomeada para quatro categorias e era a favorita dos críticos para ganhar, não conseguiu vencer na categoria "Melhor Álbum Britânico", sendo que Favourite Worst Nightmare (2007) da banda Arctic Monkeys foi o álbum escolhido pela comissão. Lewis recebeu nomeações em quatro categorias nos BRIT Awards, incluindo "Melhor Artista Feminina a Solo" e "Artista Revelação", e o facto de ter saído da cerimónia sem um único prémio em sua posse levantou uma breve controvérsia. Contudo, nem todas as nomeações foram favoráveis; a revista NME incluiu o álbum nos nomeados na categoria "Pior Álbum", que foi vencida pelo disco Blackout (2007) da artista norte-americana Britney Spears.
Em 2009, Spirit recebeu uma nomeação na categoria Melhor Álbum Vocal Pop na 51.ª cerimónia anual dos prémios Grammy. No entanto, foi Rockferry (2007) da cantora Duffy que levou o prémio.

## Divulgação

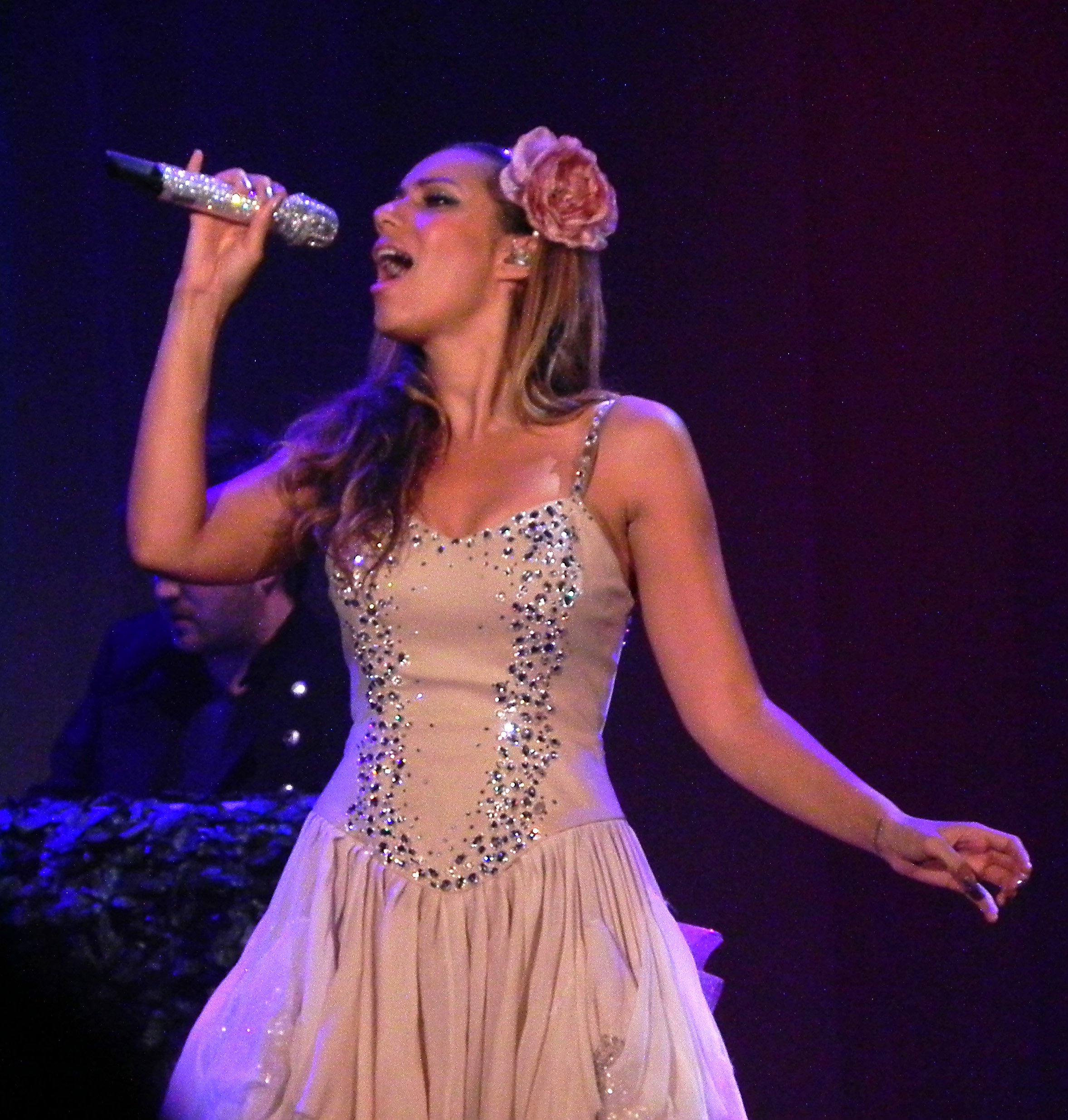
Lewis em apresentação na paragem da digressão The Labyrinth em Nottingham, 2 de Junho de 2010.

A 24 de Setembro de 2007, Lewis organizou uma festa especial de lançamento do álbum no Hotel Oriental Mandarin em Knightsbridge, Londres. Na festa, cantou "Bleeding Love", "The First Time Ever I Saw Your Face", "Homeless" e "Whatever It Takes". Lewis fez uma viagem de dois dias para uma digressão regional da BBC Radio 1 com o propósito de promover o álbum e "Bleeding Love" a 11 e 12. Isto foi seguido por uma aparição no programa This Morning três dias depois. A intérprete cantou "Bleeding Love" ao vivo em um episódio da quarta temporada do The X Factor na noite de 20 de Outubro e também participou de vários outros programas de televisão e rádio. A 29 de Outubro de 2007, Spirit foi anunciado como o "Álbum da Semana" da BBC Radio 2. Em Novembro seguinte, ela cantou novamente "Bleeding Love" e uma versão cover jamais antes ouvida de "Run" dos Snow Patrol no segmento Live Lounge da BBC Radio 1. Na cerimónia Saturday Night Divas, Lewis cantou "Bleeding Love" e "The First Time Ever I Saw Your Face" para um público ao vivo.
Entre Fevereiro e Março de 2008, Lewis divulgou Spirit na Europa. Em Fevereiro, fez a sua estreia na televisão norte-americana no The Oprah Winfrey Show, no qual interpretou "Bleeding Love" ao vivo. Ao longo do fim de Março e o início de Abril, a artista embarcou numa grande digressão promocional por todo Estados Unidos, fazendo aparições em programas de televisão como o The Tonight Show with Jay Leno, The Ellen DeGeneres Show, Jimmy Kimmel Live, The Tyra Banks Show, Good Morning America, Late Show with David Letterman e TRL, e ainda uma apresentação no fim de Abril no programa American Idol, seguida por uma outra digressão promocional na Austrália.
Em Novembro de 2009, as datas das paragens no Reino Unido e Irlanda da digressão de estreia de Lewis foram confirmadas. The Labyrinth iria servir para divulgar tanto Spirit como o segundo trabalho de estúdio de Lewis, Echo, lançado em Novembro de 2009.

### Singles

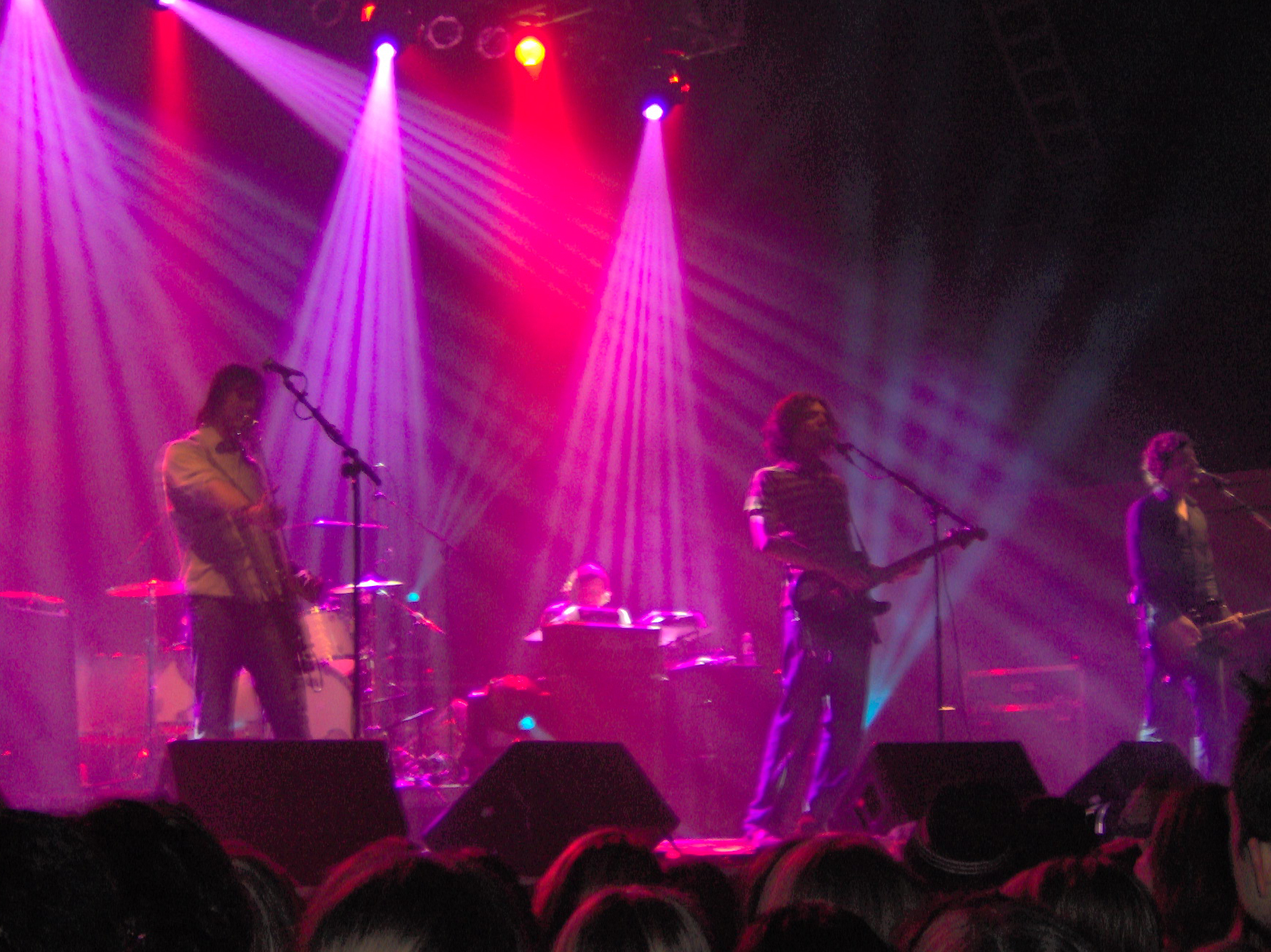
A versão cover de "Run", tema originalmente gravado por Snow Patrol (imagem) em 2003, foi divulgada como o quinto single de Spirit e tornou-se no terceiro número um da artista no Reino Unido.

Inicialmente, Sonny Takhar, director da editora Syco, tinha o plano de lançar pelo menos cinco canções de Spirit como singles, afirmando que "cada faixa aqui tem potencial para ser um single — não nos conseguimos decidir". No total, foram lançados sete singles do álbum, incluindo dois inclusos apenas na edição deluxe. "A Moment Like This" tornou-se disponível para download digital apenas no Reino Unido e Irlanda logo após Lewis ter sido anunciada como a vencedora da terceira temporada do The X Factor, seguido por um lançamento físico três dias depois. O tema tornou-se no single mais rapidamente vendido da história do Reino Unido, registando mais de 50 mil vendas digitais em apenas trinta minutos de comercialização. A 24 de Dezembro, foi coroado naquele país como o single número um da semana de Natal, tendo vendido 571 253 exemplares apenas nessa semana. Além disso, ocupou o primeiro posto da tabela de singles do Reino Unido por quatro semanas e o da tabela de singles irlandesa por seis semanas, tendo sido o segundo single mais vendido de 2006, perdendo para "Crazy" de Gnarls Barkley, e recebeu o certificado de disco de platina pela British Phonographic Industry (BPI).
"Bleeding Love" foi lançado como o primeiro single internacional de Spirit em meados de 2008. Na sua primeira semana de comercialização, estreou na tabela de singles do Reino Unido no número um, registando um acumulado de cerca de 218 mil unidades vendidas, o que lhe conferiu a maior venda de sempre na semana de estreia por um single. Ocupou o topo da tabela do Reino Unido por sete semanas, tendo alcançado o primeiro posto em tabelas de mais de quinze países, inclusive os Estados Unidos, onde Lewis tornou-se a primeira artista feminina britânica a solo a conseguir alcançar o número um desde "You Keep Me Hangin' On" de Kim Wilde em 1987. A canção foi bem recebida pela crítica especialista, que vangloriou o desempenho vocal da intérprete. Na 51.ª cerimónia dos prémios Grammy, a canção foi nomeada nas categorias Gravação do Ano e Melhor Performance Vocal Pop Feminina, e nos prémios BRIT de 2008 foi nomeada para Single Britânico. Até Julho de 2011, "Bleeding Love" já havia movido quatro milhões e 191 mil unidades digitais nos Estados Unidos e 1 milhão e 40 mil unidades no Reino Unido. "Better in Time" foi o segundo single lançado de Spirit. Alcançou um máximo de número dois no Reino Unido, onde recebeu o certificado de disco de prata pela BPI. Além disso, posicionou-se dentro das dez melhores posições em mais de treze países, incluindo os EUA, tendo recebido o certificado de disco de platina pela Recording Industry Association of America (RIAA). Em prol da Sport Relief, "Footprints in the Sand" foi lançado no Reino Unido e na Irlanda como um duplo lado B de "Better in Time", tendo rendido à Lewis o seu terceiro single consecutivo a posicionar-se dentro das cinco melhores colocações no Reino Unido.
"Forgive Me" foi o primeiro single a ser distribuído da versão deluxe de Spirit. Alcançou o número cinco no Reino Unido, e atingiu as dez melhores posições na Irlanda e Itália. "Run", um cover da versão original gravada pela banda escocesa Snow Patrol em 2003, foi lançado como single apenas para download digital no Reino Unido. Após Lewis receber uma resposta positiva pelos seus fãs ao interpretar uma versão acústica do tema no segmento Live Lounge do programa de rádio The Jo Whiley Show, Lewis decidiu gravar uma versão de estúdio para a versão deluxe de Spirit. Vários críticos fizeram elogios arrojados à versão da cantora, que permaneceu por duas semanas no topo da tabela de singles do Reino Unido, conferindo à artista o seu terceiro êxito naquele país e a maior venda digital em uma semana até aquele momento: 133 mil unidades.
"Ela obviamente estudou a canção e pensou por muito tempo sobre como interpretá-la. Ela desnudou-a por completo. Acho que ela soa absolutamente fenomenal. Não sou grande fã de programas como o The X Factor, mas quando talento como este realmente vem à tona, não o posso ignorar. Ela ainda estará por aqui daqui a 20 anos. Ela é a próxima Whitney. Ela deixa-me sem fôlego."
— Gary Lightbody, vocalista dos Snow Patrol, a expressar os seus sentimentos para com a versão de "Run" gravada por Lewis em entrevista ao jornal The Daily Record.
"I Will Be" foi lançado em Janeiro de 2009 apenas na América do Norte como o sétimo e último single de Spirit. Nos Estados Unidos, alcançou o número 66 na tabela oficial de canções.

## Alinhamento de faixas
A versão padrão de Spirit consiste em treze faixas, das quais a décima segunda, intitulada "The First Time Ever I Saw Your Face" é uma regravação da versão original lançada pela cantora Roberta Flack em 1972. "A Moment Like This" foi inclusa como uma faixa bónus nas versões lançadas no Reino Unido, Irlanda e também Japão, onde outras duas faixas, "Forgiveness" e "You Bring Me Down", foram também adicionadas. Na versão lançada na América do Norte, duas faixas — "Homeless" e "The Best You Never Had" — foram substituídas por "Forgive Me" e "Misses Glass". Todavia, quando o álbum foi disponibilizado para venda no iTunes, três faixas bónus foram adicionadas para a América do Norte: "The Best You Never Had", "You Bring Me Down" e o vídeo musical de "Bleeding Love".
A edição deluxe de Spirit foi disponibilizada pela Sony BMG a partir de 17 de Novembro de 2008 no Reino Unido. "Forgive Me" foi divulgada como o primeiro single deste ré-lançamento, que ainda apresenta a canção "Misses Glass", previamente inclusa apenas na versão padrão norte-americana do disco, e ainda a versão cover da canção "Run". Além das faixas extra, a edição deluxe apresenta um DVD que contém todos os vídeos musicais dos singles de Spirit, à excepção do vídeo de "Run".
A versão norte-americana da edição deluxe foi lançada a 3 de Fevereiro de 2009 e inclui dois dos três lados B de singles de Spirit, assim como a remistura de "Run" lançada como single, que é 34 segundos mais curta que a versão inclusa na versão internacional do álbum. O DVD que acompanha inclui todos os vídeos musicais de Lewis, à excepção de "A Moment Like This", que não foi lançada em território norte-americano. Além disso, tem também um vídeo de uma apresentação ao vivo de "I Will Be".
| Spirit — Edição padrão |                                       |                                                                        |                                   |         |  |
| N.º                    | Título                                | Compositor(es)                                                         | Produtor(es)                      | Duração |  |
| 1.                     | "Bleeding Love"                       | Ryan Tedder Jesse McCartney                                            | Ryan Tedder                       | 4:23    |  |
| 2.                     | "Whatever It Takes"                   | Tony Reyes Leona Lewis Alonzo "Novel" Stevenson                        | Dallas Austin Novel               | 3:27    |  |
| 3.                     | "Homeless"                            | Jörgen Elofsson                                                        | Steve Mac                         | 3:50    |  |
| 4.                     | "Better in Time"                      | Jonathan Reuven Rotem Andrea Martin                                    | J. R. Rotem                       | 3:54    |  |
| 5.                     | "Yesterday"                           | Sam Watters Louis Biancaniello Nina Woodford Jordan Omley Michael Mani | The Jam The Runaways              | 3:54    |  |
| 6.                     | "Take A Bow"                          | S. Watters L. Biancaniello Wayne Wilkins R. Tedder                     | The Runaways W. Wilkins R. Tedder | 3:54    |  |
| 7.                     | "I Will Be"                           | Martin Sandberg Avril Lavigne Lukasz Gottwald                          | Dr. Luke                          | 3:59    |  |
| 8.                     | "Angel"                               | Mikkel Storleer Eriksen Tor Erik Hermansen Johntá Austin               | StarGate                          | 4:14    |  |
| 9.                     | "Here I Am"                           | Walter Afanasieff Brett James L. Lewis                                 | W. Afanasieff                     | 4:52    |  |
| 10.                    | "I'm You"                             | Shaffer Smith Eric Hudson                                              | Eric Hudson                       | 3:48    |  |
| 11.                    | "The Best You Never Had"              | Billy Steinberg Josh Alexander                                         | B. Steinberg J. Alexander         | 3:43    |  |
| 12.                    | "The First Time Ever I Saw Your Face" | Ewan MacColl                                                           | W. Wilkins The Runaways           | 4:26    |  |
| 13.                    | "Footprints in the Sand"              | Richard Page Per Magnusson David Kreuger Simon Cowell                  | Steve Mac                         | 4:10    |  |
| Duração total:         | Duração total:                        | Duração total:                                                         | Duração total:                    | 53:39   |  |

| Spirit — Faixa bónus [Reino Unido / Irlanda] |                      |                       |                |         |  |
| N.º                                          | Título               | Compositor(es)        | Produtor(es)   | Duração |  |
| 14.                                          | "A Moment Like This" | J. Elofsson John Reid | S. Mac         | 4:17    |  |
| Duração total:                               | Duração total:       | Duração total:        | Duração total: | 57:49   |  |

| Spirit — Faixas bónus [Japão] |                     |                                     |                      |         |  |
| N.º                           | Título              | Compositor(es)                      | Produtor(es)         | Duração |  |
| 15.                           | "Forgiveness"       | L. Lewis Salaam Remi Kara DioGuardi | S. Remi K. DioGuardi | 4:26    |  |
| 16.                           | "You Bring Me Down" | L. Lewis S. Remi Taj Jackson        | S. Remi T. Jackson   | 3:55    |  |
| Duração total:                | Duração total:      | Duração total:                      | Duração total:       | 65:37   |  |

| Spirit — Edição padrão [América do Norte] |                                       |                                                         |                                   |         |  |
| N.º                                       | Título                                | Compositor(es)                                          | Produtor(es)                      | Duração |  |
| 1.                                        | "Bleeding Love"                       | R. Tedder J. McCartney                                  | R. Tedder                         | 4:23    |  |
| 2.                                        | "Better in Time"                      | J. R. Rotem A. Martin                                   | J. R. Rotem                       | 3:54    |  |
| 3.                                        | "I Will Be"                           | M. Martin A. Lavigne L. Gottwald                        | Dr. Luke                          | 3:59    |  |
| 4.                                        | "I'm You"                             | S. Smith E. Hudson                                      | Eric Hudson                       | 3:54    |  |
| 5.                                        | "Forgive Me"                          | Aliuane Thiam Claude Kelly Giorgio Tuinfort             | Akon                              | 3:41    |  |
| 6.                                        | "Misses Glass"                        | Theron Thomas Terry Thomas II                           | MaddScientist                     | 3:41    |  |
| 7.                                        | "Angel"                               | M. S. Eriksen T. E. Hermansen J. Austin                 | StarGate                          | 4:14    |  |
| 8.                                        | "The First Time Ever I Saw Your Face" | Ewan MacColl                                            | Wayne Wilkins The Runaways        | 4:26    |  |
| 9.                                        | "Yesterday"                           | S. Watters L. Biancaniello N. Woodford J. Omley M. Mani | The Jam The Runaways              | 3:54    |  |
| 10.                                       | "Whatever It Takes"                   | T. Reyes L. Lewis A. Stevenson                          | D. Austin Novel                   | 3:27    |  |
| 11.                                       | "Take A Bow"                          | S. Watters L. Biancaniello W. Wilkins R. Tedder         | The Runaways W. Wilkins R. Tedder | 3:54    |  |
| 12.                                       | "Footprints in the Sand"              | R. Page P. Magnusson D. Kreuger S. Cowel                | S. Mac                            | 4:10    |  |
| 13.                                       | "Here I Am"                           | W. Afanasieff Brett James L. Lewis                      | W. Afanasieff                     | 4:52    |  |
| Duração total:                            | Duração total:                        | Duração total:                                          | Duração total:                    | 51:40   |  |

| Spirit — Faixas bónus do iTunes [América do Norte] |                                             |                             |                           |         |  |
| N.º                                                | Título                                      | Compositor(es)              | Produtor(es)              | Duração |  |
| 14.                                                | "The Best You Never Had"                    | B. Steinberg J. Alexander   | B. Steinberg J. Alexander | 3:43    |  |
| 15.                                                | "You Bring Me Down"                         | L. Lewis S. Remi T. Jackson | S. Remi T. Jackson        | 3:54    |  |
| 16.                                                | "Bleeding Love" (Jason Nevins extended mix) | R. Tedder J. McCartney      | (add.)                    | 6:02    |  |

| Spirit — DVD bónus [América do Norte] |                                             |         |  |
| N.º                                   | Título                                      | Duração |  |
| 1.                                    | "Bleeding Love"                             | 4:23    |  |
| 2.                                    | "Bleeding Love" (edição dos Estados Unidos) | 4:40    |  |
| 3.                                    | "Better in Time"                            | 3:57    |  |
| 4.                                    | "Footprints in the Sand"                    | 3:59    |  |
| 5.                                    | "Forgive Me"                                | 3:43    |  |
| 6.                                    | "Run"                                       | 4:50    |  |
| 7.                                    | "I Will Be" (ao vivo)                       |         |  |

| Spirit: The Deluxe Edition — Faixas bónus |                                       |                                                                                        |               |         |  |
| N.º                                       | Título                                | Compositor(es)                                                                         | Produtor(es)  | Duração |  |
| 3.                                        | "Homeless" (versão de 2008)           | J. Elofsson                                                                            | S. Mac        | 3:50    |  |
| 4.                                        | "Better in Time" (single mix)         | J. Rotem A. Martin                                                                     | J. R. Rotem   | 3:52    |  |
| 13.                                       | "Footprints in the Sand" (single mix) | R. Page P. Magnusson D. Kreuger S. Cowell                                              | S. Mac        | 3:58    |  |
| 14.                                       | "A Moment Like This"                  | J. Elofsson J. Reid                                                                    | S. Mac        | 4:17    |  |
| 15.                                       | "Forgive Me"                          | A. Thiam G. Tuinfort C. Kelly                                                          | Akon          | 3:25    |  |
| 16.                                       | "Misses Glass"                        | T. Thomas T. Thomas II                                                                 | MaddScientist | 3:42    |  |
| 17.                                       | "Run"                                 | Gary Lightbody Jonathan Quinn Mark McClelland Nathan Connolly Iain Archer Jacknife Lee | Steve Robson  | 5:15    |  |

| Spirit: The Deluxe Edition — Faixas bónus [Japão] |                     |                               |                      |         |  |
| N.º                                               | Título              | Compositor(es)                | Produtor(es)         | Duração |  |
| 18.                                               | "Forgiveness"       | L. Lewis S. Remi K. DioGuardi | S. Remi K. DioGuardi | 4:07    |  |
| 19.                                               | "You Bring Me Down" | L. Lewis S. Remi T. Jackson   | S. Remi T. Jackson   | 4:19    |  |

| Spirit: The Deluxe Edition — DVD bónus |                                             |                  |         |  |
| N.º                                    | Título                                      | Realizador(a)    | Duração |  |
| 1.                                     | "Bleeding Love"                             | Melina Matsoukas | 4:23    |  |
| 2.                                     | "Bleeding Love" (versão dos Estados Unidos) | Jessy Terrero    | 4:40    |  |
| 3.                                     | "Better in Time"                            | Sophie Muller    | 3:57    |  |
| 4.                                     | "Footprints in the Sand"                    | Sophie Muller    | 3:59    |  |
| 5.                                     | "Forgive Me"                                | Wayne Isham      | 3:43    |  |
| 6.                                     | "A Moment Like This"                        | JT               | 4:17    |  |

| Spirit: The Deluxe Edition — Faixas bónus [América do Norte] |                                                  |                                                                  |                              |         |  |
| N.º                                                          | Título                                           | Compositor(es)                                                   | Produtor(es)                 | Duração |  |
| 12.                                                          | "Footprints in the Sand" (single mix)            | R. Page P. Magnusson D. Kreuger S. Cowell                        | S. Mac                       | 3:58    |  |
| 14.                                                          | "Myself" (com participação de Novel)             | A. Stevenson Justin E. Boykin Graham N. Marsh                    | Novel                        | 4:17    |  |
| 15.                                                          | "Run" (single mix)                               | G. Lightbody J. Quinn M. McClelland N. Connolly I. Archer J. Lee | S. Robson                    | 5:15    |  |
| 16.                                                          | "Forgiveness" (versão de 2008)                   | J. Elofsson                                                      | S. Mac                       | 3:50    |  |
| 17.                                                          | "Bleeding Love" (Jason Nevins rockin' radio mix) | R. Tedder J. McCartney                                           | R. Tedder J. Nevins ( add. ) | 3:40    |  |

## Desempenho nas tabelas musicais
"No seu primeiro dia de comercialização, Spirit vendeu mais de 130 mil cópias, um número superior ao somatório das vendas de todos os álbuns dentro das dez melhores posições. Em média, estima-se que Leona vendia um número fantástico de 200 unidades do álbum por minuto. Este número de vendas sem precedentes implusionou a tendência recente da recessão de vendas de CDs e especialistas da indústria [musical] já prevêm que Spirit possa vender mais de um milhão de cópias antes do fim-do-ano apenas no Reino Unido."

— Comunicado de imprensa revelado pela distribuidora fonográfica de Lewis sobre as vendas do primeiro dia de comercialização de Spirit no Reino Unido.
Durante o seu primeiro dia de comercialização no Reino Unido, foi relatado que Spirit estava a superar as vendas do seu rival mais próximo, o álbum de Greatest Hits da banda Spice Girls, por dois a um, registando uma média de cerca de 200 cópias vendidas por minuto. O disco estreou na tabela musical nacional de álbuns no número um, tendo vendido 375 872 exemplares ao fim dessa semana, tornando-se assim o trabalho de estreia mais rapidamente vendido naquele país, ultrapassando o recorde estabelecido por Whatever People Say I Am, That's What I'm Not (2006) da banda Arctic Monkeys por 12 mil unidades, e o quarto álbum mais rapidamente vendido de sempre, até ao lançamento de I Dreamed a Dream (2009), álbum de estreia da cantora Susan Boyle, que ao vender 410 mil unidades conseguiu bater ambos recordes. Spirit permaneceu no primeiro posto por sete semanas consecutivas e atingiu a marca de um milhão de vendas 29 dias após o seu lançamento, a distância temporal mais curta por qualquer artista feminina a solo no Reino Unido. Além disso, foi o segundo projecto mais vendido de 2007 em território britânico, perdendo o primeiro lugar para Back to Black (2007) de Amy Winehouse. Em cada uma das suas primeiras sete semanas, Spirit vendeu mais de cem mil cópias, um recorde que foi mais tarde igualado pela banda JLS com o seu álbum de estreia homónimo em 2009, e superado pela cantora Adele com o seu segundo trabalho de estúdio, 21 (2011). Na publicação de 24 de Novembro de 2008 da tabela musical de álbuns britânica, Spirit saltou da posição 137 para a primeira, após o lançamento da edição deluxe. A 14 de Junho do ano seguinte, foi anunciado que Spirit era o vigésimo primeiro álbum mais vendido do país, com vendas superiores a 2 812 524 cópias. De facto, Spirit foi o quarto álbum mais vendido da década de 2000, e actualmente ocupa a vigésima posição na lista dos discos mais vendidos de sempre. A British Phonographic Industry atribuíu ao disco o certificado de disco de platina por dez vezes, registando vendas superiores a 3,18 milhões de exemplares até Outubro de 2018. Por tal acumulado de unidades, foi listado como o quarto álbum mais vendido do terceiro milénio pela The Official Charts Company.
"Tive o apoio mais incrível do Reino Unido quando lancei o meu álbum de estreia, Spirit. Fiquei impressionada com a quantidade de amor que recebi e só me lembro de sentir o mesmo que sinto agora, infinitamente grata a todos que ouviram e me apoiaram. Eu senti como se estivesse representando o meu país, e isso foi incrível."
— Comentário de Lewis ao ver Spirit a ser nomeado o terceiro maior álbum de estreia no Reino Unido em Outubro de 2022.
Na tabela de álbuns irlandesa, Spirit estreou no primeiro posto, quebrando também o recorde de álbum de estreia com venda mais rápida de sempre, superando novamente a banda Arctic Monkeys, desta vez com uma margem de 6 mil unidades vendidas. O álbum permaneceu no topo da tabela por duas semanas consecutivas, antes de ser substituído por Breathless de Shayne Ward. A Irish Recorded Music Association atribuíu a Spirit o certificado de disco de platina por onze vezes. Em Portugal, Spirit estreou na décima sétima colocação da tabela de álbuns, segundo a publicação da Associação Fonográfica Portuguesa para a semana de 9 de Março de 2008. Depois de vaguear dentro das vinte melhores posições da tabela, alcançou o seu pico na décima segunda posição três semanas depois, na qual permaneceu por mais uma semana. Após abandonar a tabela na publicação de de 20 de Maio, fez três ré-estreias dentro dos trinta melhores postos, duas das quais foram em 2009. Na Alemanha, ocupou a primeira colocação da tabela de álbuns por uma semana e recebeu o certificado de disco de ouro por três vezes pela Bundesverband Musikindustrie por ter alcançado a marca de 300 mil unidades comercializadas. Na Europa, o álbum atingiu ainda o primeiro posto na Áustria e na Suíça, recebendo o certificado de disco de platina por duas vezes neste último país. Devido ao seu bom desempenho comercial favorável na União Europeia, Spirit recebeu o certificado de disco de platina por quatro vezes pela Federação Internacional da Indústria Fonográfica (FIIF).
Em Fevereiro de 2008, acompanhando o seu lançamento internacional, o álbum estreou no número um das tabelas musicais de países como a Austrália e Nova Zelândia, onde recebeu o certificado de disco de platina pela Australian Recording Industry Association e Recorded Music NZ, respectivamente.
Na sua primeira semana de comercialização nos Estados Unidos, Spirit estreou no primeiro posto da tabela musical oficial de álbuns, registando um embarque de 208 607 cópias, quantidade esta que fez de Lewis a primeira artista feminina britânica a solo a estrear naquela posição, na qual permaneceu por três semanas não-consecutivas. Além disso, foi também a primeira artista britânica a estrear na primeira posição da Billboard 200 desde Sade Adu em Fevereiro de 1986 com Promise. Simultaneamente, "Bleeding Love" estava naquele momento a ocupar o primeiro posto da tabela oficial de singles, o que fez de Lewis a décima primeira artista feminina a conseguir esse feito e a décima segunda no geral. O álbum recebeu o certificado de disco de platina pela Recording Industry Association of America a 30 de Junho de 2008, tendo vendido 1,7 milhões de unidades até Junho de 2014. No Canadá, o projecto igualmente estreou na primeira posição da tabela de álbuns e, a 30 de Maio de 2008, recebeu o certificado de disco de platina pela Music Canada por ter alcançado a marca de um milhão de cópias vendidas.
Segundo a FIIF, Spirit foi o sexto álbum mais vendido de 2008 e, até hoje, já vendeu mais de oito milhões de unidades.

### Posições
| País (2007/08)                               | Posição de pico |
| -------------------------------------------- | --------------- |
| Alemanha — Offizielle Top 100 (GfK)          | 1               |
| Austrália — ARIA Albums Chart                | 1               |
| Áustria — Ö3 Austria Top 40                  | 1               |
| Bélgica (Flandres) — Ultratop 200 Albums     | 5               |
| Bélgica (Valónia) — Ultratop 200 Albums      | 21              |
| Canadá — Albums Chart (Billboard)            | 1               |
| Dinamarca — Album Top-40 (Hitlisten)         | 3               |
| Espanha — PROMUSICAE                         | 26              |
| Estados Unidos — Billboard 200               | 1               |
| Finlândia — Suomen virallinen albumilista    | 14              |
| França — Top 50 Albumes (SNEP)               | 21              |
| Grécia — Top 50 Ξένων Aλμπουμ (ΕΕΠΗ)         | 3               |
| Hungria — MAHASZ                             | 22              |
| Irlanda — IRMA                               | 1               |
| Itália — FIMI                                | 5               |
| Japão — Oricon Albums Chart                  | 5               |
| México — Top 100 (AMPROFON)                  | 69              |
| Noruega — VG-lista                           | 10              |
| Nova Zelândia — Recorded Music NZ            | 1               |
| Países Baixos — Album Top 100 (MegaCharts)   | 4               |
| Polónia — Oficjalna Lista Sprzedaży (ZIPAV)  | 4               |
| Portugal — Associação Fonográfica Portuguesa | 12              |
| Reino Unido — UK Albums Chart (OCC)          | 1               |
| Suécia — Albums Top 60 (Sverigetopplistan)   | 2               |
| Suíça — Albums Top 100 (Schweizer Hitparade) | 1               |

| País (2007)                                  | Posição |
| -------------------------------------------- | ------- |
| Irlanda — IRMA                               | 1       |
| Reino Unido — UK Albums Chart (OCC)          | 2       |
| País (2008)                                  | Posição |
| Alemanha — Offizielle Top 100 (GfK)          | 12      |
| Austrália — ARIA Albums Charts               | 14      |
| Áustria — Ö3 Austria Top 40                  | 16      |
| Canadá — Albums Chart (Billboard)            | 13      |
| Estados Unidos — Billboard 200               | 102     |
| França — SNEP                                | 68      |
| Grécia — Top 50 Ξένων Aλμπουμ (ΕΕΠΗ)         | 19      |
| Irlanda — IRMA                               | 4       |
| Nova Zelândia — Recorded Music NZ            | 21      |
| Países Baixos — Album Top 100 (MegaCharts)   | 29      |
| Reino Unido — UK Albums Chart (OCC)          | 4       |
| Suíça — Albums Top 100 (Schweizer Hitparade) | 9       |
| País (2009)                                  | Posição |
| Áustria — Ö3 Austria Top 40                  | 59      |
| Suíça — Albums Top 100 (Schweizer Hitparade) | 40      |
| Reino Unido — UK Albums Chart (OCC)          | 48      |

| País (2000–09)                      | Posição |
| ----------------------------------- | ------- |
| Áustria — Ö3 Austria Top 40         | 46      |
| Reino Unido — UK Albums Chart (OCC) | 4       |

| Gráficos de sucessão                                                        | Gráficos de sucessão                                                              | Gráficos de sucessão                                            |
| --------------------------------------------------------------------------- | --------------------------------------------------------------------------------- | --------------------------------------------------------------- |
| Precedido por Blackout por Britney Spears                                   | Álbuns número um na Irlanda 13 — 27 de Novembro de 2007                           | Sucedido por Breathless por Shayne Ward                         |
| Precedido por Back Home por Westlife                                        | Álbuns número um no Reino Unido 18 de Novembro de 2007 — 5 de Janeiro de 2008     | Sucedido por In Rainbows por Radiohead                          |
| Precedido por Neujahrskonzert 2008 por Georges Prêtre                       | Álbuns número um na Áustria 30 de Janeiro — 6 de Fevereiro de 2008                | Sucedido por Symphonic por Falco                                |
| Precedido por: Timbaland Presents Shock Value por Timbaland                 | Álbuns número um na Austrália 4 — 11 de Fevereiro de 2008                         | Sucedido por: Sleep Through the Static por Jack Johnson         |
| Precedido por: The Story so Far por Rod Stewart                             | Álbuns número um na Nova Zelândia 4 — 11 de Fevereiro de 2008                     | Sucedido por: Sleep Through the Static por Jack Johnson         |
| Precedido por Back to Black por Amy Winehouse                               | Álbuns número um na Alemanha 8 - 15 de Fevereiro de 2008                          | Sucedido por Back to Black por Amy Winehouse                    |
| Precedido por Neujahrskonzert 2008 por Georges Prêtre / Vienna Philharmonic | Álbuns número um na Suíça 8 - 15 de Fevereiro de 2008                             | Sucedido por Symphonic por Falco                                |
| Precedido por Haubi Songs por Züri West                                     | Álbuns número um na Áustria 10 — 18 de Fevereiro de 2008                          | Sucedido por It Is Time for a Love Revolution por Lenny Kravitz |
| Precedido por: Troubadour por George Strait                                 | Álbuns número um nos Estados Unidos 20 - 26 de Abril de 2008                      | Sucedido por: E=MC² por Mariah Carey                            |
| Precedido por: Accelerate por R.E.M.                                        | Álbuns número um nos Estados Unidos (Top Digital Albums) 20 — 26 de Abril de 2008 | Sucedido por: E=MC² por Mariah Carey                            |
| Precedido por: Accelerate por R.E.M.                                        | Álbum número um no Canadá 26 de Abril — 3 de Maio de 2008                         | Sucedido por: E=MC² por Mariah Carey                            |
| Precedido por The Promise por Il Divo                                       | Álbuns número um no Reino Unido 23 — 30 de Novembro de 2008                       | Sucedido por Day & Age por The Killers                          |

### Certificações e vendas
| Região — Associação (Vendas)        | Certificação |
| ----------------------------------- | ------------ |
| Alemanha — BVMI (300 mil)           | 3× Ouro      |
| Austrália — ARIA (70 mil)           | Platina      |
| Áustria — FIIF (20 mil)             | Platina      |
| Bélgica — BEA (15 mil)              | Ouro         |
| Canadá — MC (40 mil)                | Platina      |
| Estados Unidos — RIAA (1,7 milhões) | Platina      |
| Filipinas — PARI (7,5 mil)          | Ouro         |
| França — SNEP (75 960)              | Ouro         |
| Grécia — ΕΕΠΗ (7,5 mil)             | Ouro         |
| Hungria — MAHASZ (3 mil)            | Ouro         |

| Região — Associação (Vendas)      | Certificação |
| --------------------------------- | ------------ |
| Irlanda — IRMA (165 mil)          | 11× Platina  |
| Japão — RIAJ (100 mil)            | Ouro         |
| Nova Zelândia — RMNZ (15 mil)     | Platina      |
| Polónia — ZIPAV (10 mil)          | Ouro         |
| Reino Unido — BPI (3,18 milhões)  | 10× Platina  |
| Rússia — NFPF (10 mil)            | Ouro         |
| Suécia — FIIF (20 mil)            | Ouro         |
| Suíça — FIIF (40 mil)             | 2× Platina   |
| União Europeia — FIIF (4 milhões) | 4× Platina   |

## Créditos e pessoal
| Locais de gravação - Los Angeles, Califórnia: Mansfield, Record Plant, Chalice Recording, The Jam, Conway Recording, Henson Recording, Opra Music, Oceanway - Burbank, Califórnia: Encore - Atlanta, Geórgia: DARP, Doppler - Nova Iorque, Nova Iorque: Battery, Dr. Luke's - Londres, Inglaterra: Rokstone, Air Lyndhurst - Novato, Califórnia: Homeside 13 - Estocolmo, Suécia: Westlake Recording, Atlantis Gerência - Gerência: Tim Blacksmith, Harry Magee - A&R: Stephen Ferrera, Larry Eaglin Jackson Vocais - Contractor: Fonzi Thornton - Coro: Tawatha Agee, Robin Clark, Benny Diggs, Tammy Lucas, Cindy Mizelle, Billy Porter, Vanessa Thomas, F. Thornton - Refrão: T. Agee, R. Clark, B. Diggs, T. Lucas, C. Mizelle, B. Porter, V. Thomas, F. Thornton - Vocais principais: Leona Lewis - Vocais de apoio: Ravaughn Brow, Tavia Ivey, L. Lewis Instrumentos - Baixo: Jack Daley, Steve Pearce - Bateria: Stephen Ferrera, Chris Laws, Phillip Lowman, Ian Thomas, Steven Wolf - Guitarra: Josh Alexander, Espen Lind, John Paricelli, Tony Reyes - Instrumentação: Mikkel Storleer Eriksen, Eric Hudson, J. R. Rotem - Instrumento de cordas: Dave Arch - Órgão: D. Arch - Percussão: S. Wolf - Piano: D. Arch, Max Martin - Sintetizador: Steve Mac - Teclados: Walter Afanasieff, J. Alexander, Louis Biancaniello, S. Mac, Alonzo "Novel" Stevenson, Wayne Wilkins - Violino: Amy Chang, William Pu, Olga Shpitko - Violoncelo: Daniel Laufer, Karen Freer | Produção - Arranjos: W. Afanasieff, Tom Bender, Geoff Foster (cordas), Eddie Horst (cordas), Steve Mac, Leon Pendarvis (cordas), Jonathan Rotem - Assistência: John Adams, Lloyd Cooper, Aniela Gottwald, Nate Hertweck, Josh Houghkirk, James Ingram, Nik Karpen, Trent Privat, Tim Roberts, Tim Sturges - Composição: W. Afanasieff, J. Alexander, Louis Biancaniello, Simon Cowell, Jörgen Elofsson, Mikkel Storleer Eriksen, Lukasz Gottwald, Tor Erik Hermansen, Eric Hudson, Brett James, David Krueger, L. Lewis, Ewan MacColl, Per Magnusson, Michael Mani, Andrea Martin, M. Martin, Jesse McCartney, Jordan Omley, Richard Page, Tony Reyes, J.R. Rotem, Shaffer Smith, Billy Steinberg, Alonzo Stevenson, Ryan Tedder, Sam Watters, Wayne Wilkins, Nina Woodford, Emily Wright - Edição: Chris Laws - Edição digital: J. Alexander, Chris Garcia, Tyler Gordon, C. Laws, Scott Roewe - Engenharia: J. Alexander, Haydn Bendall (cordas), L. Biancaniello, Chris Brooke (vocal), David Channing, Craig Durrance, M. S. Eriksen, C. Garcia, Tatiana Gottwald, Keith Gretlein, Janne Hansson, Chris Holmes, Rouble Kapoor, C. Laws, Carlton Lynn, Doug McKean, Greg Ogan, Daniel Pursey, Wesley Seidman, Robert Smith, Chris Soper, T. Sturges (assistência), Ren Swan, Tom Syrowski, Seth Waldmann, S. Watters, Josh Wilbur, W. Wilkins - Direcção de orquestra: L. Pendarvis (cordas) - Masterização: Vlado Meller - Mixagem: T. Bender (assistência), L. Biancaniello, Serban Ghenea, Mick Guzauski, Jaycen Joshua, Chris Lord-Alge, C. Lynn, Dave Pensado, R. Swan, Phil Tan, S. Watters, W. Wilkins - Produção: W. Afanasieff, J. Alexander, Dallas Austin, Matt Beckley, L. Biancaniello, Rich Davis (coordenação), E. Hudson, S. Mac, J.R. Rotem, The Runaways, B. Steinberg, A. Stevenson, Aliaune Thiam, Giorgio Tuinfort, S. Watters (+ vocal), W. Wilkins, Steven Wolf, E. Wright (coordenação) - Produção executiva: S. Cowell, Clive Davis - Programação: W. Afanasieff, J. Alexander, L. Biancaniello, T. Gordon, A. Stevenson, W. Wilkins |

Fonte: